# Красный Флаг (деревня)
Кра́сный Флаг — деревня в Москаленском районе Омской области. Входит в состав Алексеевского сельского поселения.

## История
Основана в 1920 году. В 1928 году состояла из 3 хозяйств, основное население — русские. В административном отношении находилась в составе Степокского сельсовета Москаленского района Омского округа Сибирского края.

## Население
| 1926 | 2010 |
| ---- | ---- |
| 53   | ↗146 |

## Улицы
- ул. Коммунарская,
- ул. Молодёжная,
- ул. Рабочая.